# Zieglerovy–Nattovy katalyzátory
Zieglerovy–Nattovy katalyzátory jsou katalyzátory používané při polymerizacích 1-alkenů. Jsou zavedeny dvě široce používané třídy těchto katalyzátorů, lišící se svou rozpustností:
- Heterogenní katalyzátory založené na sloučeninách titanu se používají spolu s kokatalyzátory, organohlinitými sloučeninami, jako je například triethylhliník, Al(C2H5)3. Tato třída se v průmyslu používá ve většině případů.[1]

- Homogenní katalyzátory jsou obvykle tvořené prvky 4. skupiny, titanem, zirkoniem nebo hafniem. Jako kokatalyzátor přitom většinou slouží methylaluminoxan. Tyto katalyzátory často obsahují metaloceny, mohou v nich však také být přítomny multidentání kyslíkaté či dusíkaté ligandy.[2]

Zieglerovy–Nattovy katalyzátory se používají na polymerizace koncových alkenů (ethenu a alkenů s vinylovými dvojnými vazbami):
n CH2=CHR → −[CH2−CHR]n−;

## Historie
Karl Ziegler v roce 1963 získal Nobelovu cenu za chemii za objev prvních titanových katalyzátorů, druhým oceněným v tomto roce byl Giulio Natta, za přípravu stereochemicky pravidelných polymerů z propenu. Zieglerovy–Nattovy katalyzátory se k výrobě různých polyalkenů používají od roku 1956.
Na začátku 50. let 20. století bylo zjištěno, že katalyzátory založené na chromu jsou vysoce účinné při nízkoteplotních polymerizacích ethenu, což vedlo k dalšímu výzkumu a objevu Phillipsova katalyzátoru. O několik let později Karl Ziegler zjistil, že směs chloridu titaničitého (TiCl4) a diethylaluminiumchloridu (Al(C2H5)2Cl) vykazuje při výrobě polyethylenu podobnou aktivitu. Natta použil krystalický α-TiCl3 ve spojení s Al(C2H5)3 k získání prvního izotaktického polypropylenu.
Jako Zieglerovy se obvykle označují katalyzátory založené na titanu sloužící k přeměnám ethenu a pojem Zieglerovy–Nattovy katalyzátory odkazuje na systémy určené pro propen. V 70. letech 20. století byla objevena schopnost chloridu hořečnatého zlepšovat aktivitu titanových katalyzátorů. Tyto katalyzátory byly tak aktivní, že zbylý titan se nepodařilo oddělit od produktu. Umožnily průmyslovou výrobu lineárního polyethylenu s nízkou hustotou (LLDPE) a rozvoj nekrystalických kopolymerů.
V 60. letech byla zavedena výroba polypropylenu polymerizací v plynné fázi s mechanickým mícháním.
Díky jednoduchému provedení a vysoké kvalitě produktu se tento proces stal jedním ze dvou nejpoužívanějších způsobů výroby polypropylenu.
V 70. letech se začaly používat Zieglerovy–Nattovy katalyzátory obohacené o chlorid hořečnatý, jež jsou natolik účinné, že není potřeba odstraňovat zbytky katalyzátoru a amorfní polymer.

## Stereochemie poly-1-alkenů
Natta jako první použil chloridy titanu k polymerizaci propenu a dalších 1-alkenů. Zjistil, že tyto polymery jsou krystalické a popsal jejich krystaličnost jako zvláštní vlastnost polymerů nazývanou stereopravidelnost.

Části struktury polypropylenu s příklady izotaktického (nahoře) a syndiotaktického (dole) polymeru

Stereopravidelnost řetězců polymeru je na obrázku vlevo znázorněna u polypropylenu. Stereopravidelné poly(1-alkeny) mohou být v závislosti na vzájemném uspořádání alkylových skupin v řetězci izotaktické nebo syndiotaktické. U izotaktických polymerů mají všechna stereogenní centra CHR stejnou konfiguraci. V případě syndiotaktických polymerů se tyto konfigurace střídají. Polymer bez pravidelného uspořádání alkylů (R) se nazývá ataktický. Izotaktický i syndiotaktický polypropylen je krystalický, ovšem ataktický, jenž může být také vytvořen pomocí určitých Zieglerových–Nattových katalyzátorů, je amorfní. Stereopravidelnost produktu ovlivňuje použitý katalyzátor.

## Skupiny

### Heterogenní katalyzátory
První třídu titanových (a také vanadových) katalyzátorů polymerizace alkenů lze rozdělit na dvě podtřídy:
- katalyzátory pro homopolymerizace ethenu a kopolymerizace ethenu s 1-alkeny, vedoucí ke kopolymerům s nízkým obsahem 1-alkenů, 2–4 mol%
- katalyzátory tvorby izotaktických 1-alkenů.

Překryv mezi těmito podtřídami je poměrně malý, protože požadavky na jejich vlastnosti se liší výrazně.
Průmyslové katalyzátory bývají navázány na pevné nosiče s velkým povrchem. Na výrobu aktivních katalyzátorů se může použít jak chlorid titaničitý (TiCl4), tak i chlorid titanitý (TiCl3). Pomocnou látkou je většinou chlorid hořečnatý. Třetí složkou katalyzátorů bývá nosič, který ovlivňuje velikost částic katalyzátoru. Nejčastěji se jako nosiče používají mikropórovité kuličky o průměru 30–40 mm. Při výrobě katalyzátoru se sloučenina titanu i MgCl2 uzavřou do pórů. K aktivování těchto katalyzátorů se používají organické sloučeniny hliníku, jako je triethylhliník (Al(C2H5)3).
Všechny současné Zieglerovy–Nattovy katalyzátory polymerizací propenu a vyšších 1-alkenů mají jako aktivní složku chlorid titaničitý a jako pomocnou látku chlorid hořečnatý. Další složkou bývá organická sloučenina, například ester aromatické dikarboxylové kyseliny nebo diether. Tyto látky reagují s anorganickými složkami katalyzátoru i organohlinitými kokatalyzátory. Reakcemi využívajícími tyto katalyzátory vznikají krystalické a izotaktické polymery.

### Homogenní katalyzátory

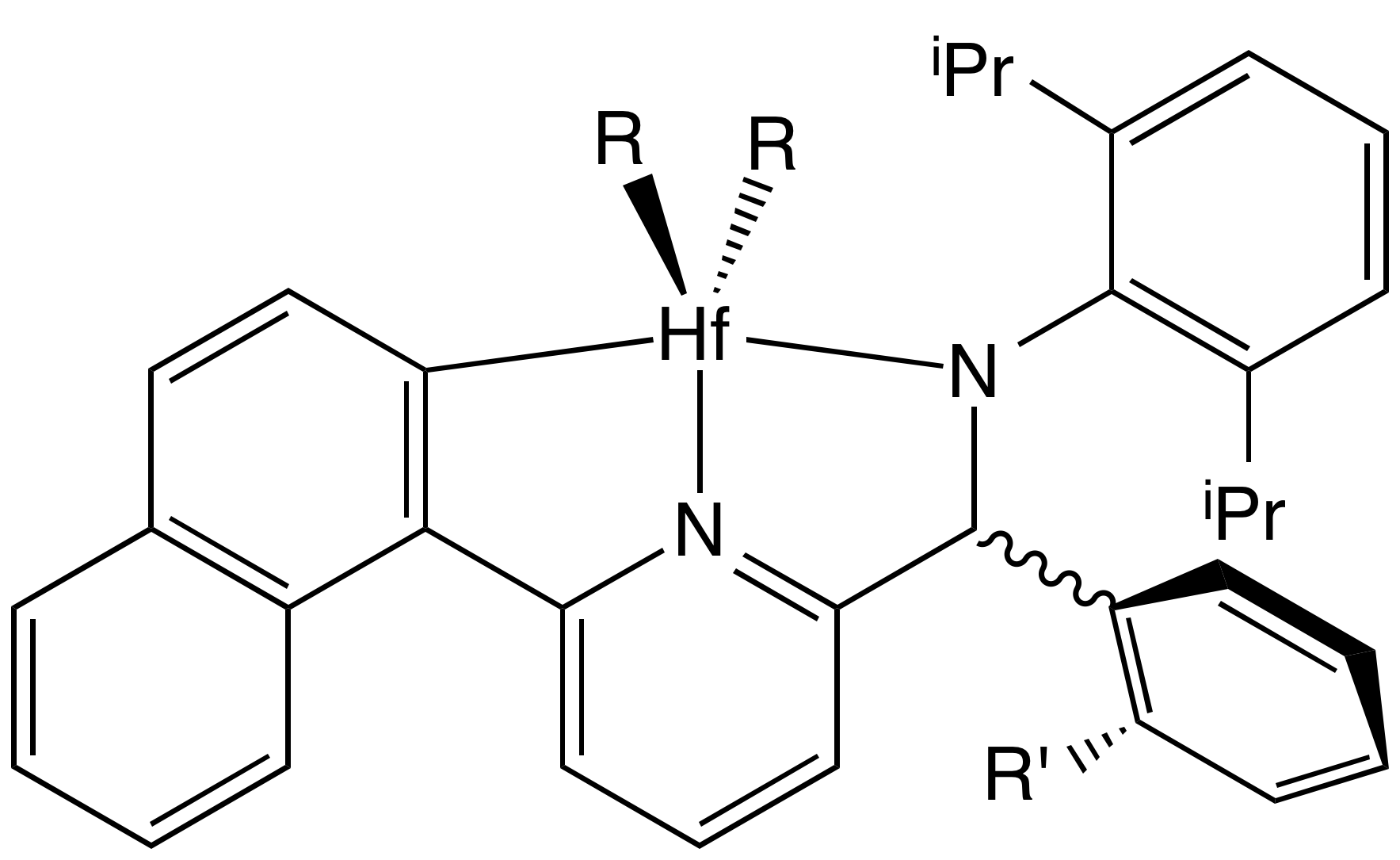
Postmetalocenový katalyzátor

Druhou skupinu Zieglerových–Nattových katalyzátorů tvoří ty rozpustné v reakčním prostředí. Běžně se vyrábějí z metalocenů, ovšem aktivní katalyzátory mohou být také tvořeny dusíkatými ligandy.

#### Metalocenové katalyzátory
Metalocenové katalyzátory se také používají s kokatalyzátory, zde jde nejčastěji o MAO, −[O−Al(CH3)]n−. Ideální metalocenový katalyzátor má vzorec Cp2MCl2 (M = Ti, Zr, Hf), patří sem například titanocendichlorid. Jako organické ligandy většinou slouží deriváty cyklopentadienylu. V některých komplexech jsou dva cyklopentadienové (Cp) kruhy spojeny můstky, například −CH2−CH2− nebo >SiPh2. Podle druhu cyklopentadienylového ligandu (například pomocí ansa-můstku lze ovlivňovat, jestli se bude vytvářet izotaktický nebo syndiotaktický polymer.

#### Nemetallocenové katalyzátory
Zieglerovy–Nattovy katalyzátory třetí třídy, nemetalocenové katalyzátory, mohou obsahovat řadu komplexů různých kovů, od skandia po lanthanoidy a aktinoidy, a široké rozmezí ligandů kyslíkatých, dusíkatých, fosforových a sirných. Komplexy se aktivují s využitím MAO, stejně jako metalocenové katalyzátory.
Většina Zieglerových–Nattových katalyzátorů je, stejně jako všechny alkylhlinité sloučeniny, na vzduchu nestálých, alkylhlinité sloučeniny navíc vykazují samozápalnost. Katalyzátory se tak připravují a přechovávají v inertní atmosféře.

## Mechanismus Zieglerovy–Nattovy polymerizace
Struktura aktivních center Zieglerových–Nattových katalyzátorů je dobře popsána pouze u metalocenových katalyzátorů. Idealizovaný a zjednodušený metalocenový komplex Cp2ZrCl2 nereaguje s alkeny. Dihalogenid reaguje s MAO a přeměňuje se na metalocenový ion Cp2CH3, který je iontově spárován s některými deriváty MAO. Molekula polymerů narůstá v důsledku navazování vazeb C=C 1-alkenu na vazby Zr–C v iontu:

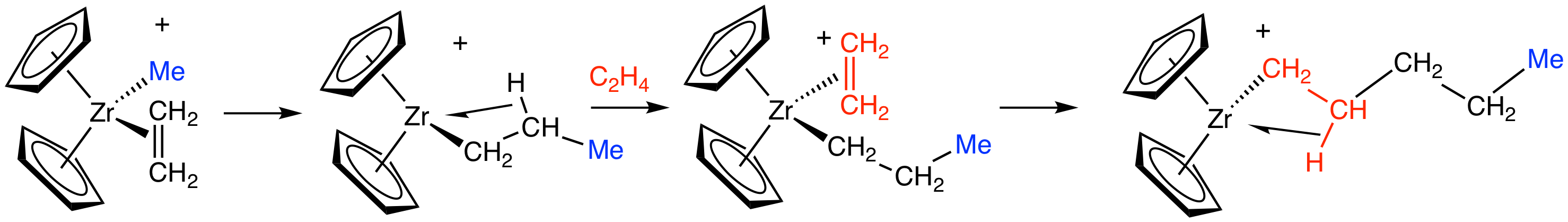
Zjednodušený mechanismus polymerizace ethenu katalyzované zirkoniem

Na každém aktivním centru proběhnou tisíce takových reakcí, čímž se vytvoří polymery s dlouhými řetězci. Tvorbu stereospecifických polymerů popisuje Cosseeův–Arlmanův mechanismus.
Podle tohoto mechanismu se polymerní řetězec prodlužuje koordinací alkenu na prázdné místo atomu titanu, po čemž následuje navázání vazby C=C na Ti−C v aktivním centru.

### Terminace
Při terminaci dochází k zániku aktivních center v polymeru, což může proběhnout několika způsoby:
Cp2−(CH2−CHR)n−CH3 + CH2=CHR → Cp2−CH2−CH2R + CH2=CR–polymer
Častým způsobem terminace je také beta-hydridová eliminace:
Cp2−(CH2−CHR)n−CH3 → Cp2−H + CH2=CR–polymer
Polymerizace alkenů pevnými titanovými katalyzátory probíhají na titanových centrech nacházejících se mimo krystalová zrna katalyzátoru. Některé atomy titanu v těchto zrnech reagují s organohliitými kokatalyzátory za tvorby vazeb Ti–C. Podobně probíhají i polymerizace využívající metalocenové katalyzátory:
LnTi–CH2−CHR–polymer + CH2=CHR → LnTi–CH2-CHR–CH2−CHR–polymer
Tyto dva druhy terminace jsou u Zieglerových–Nattových katalyzátorů vzácné a vzniklé polymery mají příliš vysoké molekulové hmotnosti. Za účelem snížení molekulových hmotností se do reakčních směsí přidává vodík:
LnTi–CH2−CHR–polymer + H2 → LnTi−H + CH3−CHR–polymer
Další způsob terminace představuje působení protických (kyselých) sloučenin.

## Přípravy polymerů vyráběných s použitím Zieglerových–Nattových katalyzátorů
- Polyethylen
- Polypropylen
- Kopolymery ethenu a 1-alkenů
- Polybutylen
- Polymethylpenten
- Polycykloalkeny
- Polybutadien
- Polyisopren
- Amorfní poly-alfa-alkeny
- Polyacetylen